# Muhammad al-Chudari
Muhammad al-Chudari ((arabisch محمد الخضري, DMG Muḥammad al-Ḫuḍarī), geb. 1872 in Kairo; gest. 1927 in Kairo), auch in der Schreibung al-Khodary u. a., war ein konservativer ägyptischer Alim, Gelehrter des islamischen Rechts (Scharia), Gelehrter der Jurisprudenz (fiqh) und Autor.

## Leben und Wirken
Muhammad al-Chudari wurde 1872 geboren. Er machte seinen Abschluss an der Dār al-ʿUlūm (arabisch دار العلوم), arbeitete als Qādī (šarʿī) in Chartum und lehrte an der Madrasa für Scharia-Gerichtsbarkeit (مدرسة القضاء الشرعي / Madrasat al-Qaḍāʾ aš-Šarʿī), einer islamischen Lehranstalt in Kairo. Er wurde Professor für islamische Geschichte an der Ägyptischen Universität (al-Ǧāmiʿa al-Miṣrīya, heute die Universität Kairo).
Er ist Verfasser einer Biographie des Propheten Mohammed.
In seinem vielbeachteten und bis in die neuere Zeit vielfach aufgelegten Standardwerk Tārīkh al-tashrīʻ al-Islāmi (تاريخ التشريع الإسلامي), einer Geschichte der islamischen Gesetzgebung, teilt er die Geschichte des islamischen Rechts in den sunnitischen Schulen in sechs Perioden ein.
Er starb 1927.

## Werke (Auswahl)
- Tārīkh al-tashrīʻ al-Islāmi (Geschichte der islamischen Gesetzgebung)
- Usūl al-fiqh
- Prophetenbiographie